# Maria Doyle Kennedy
Maria Doyle Kennedy (n. 25 de septiembre de 1964) es una actriz y cantante irlandesa.

## Carrera

### Música
Su álbum debut, Charm, salió en 2001. El último trabajo de Maria lleva por título Maria Doyle Kennedy que fue lanzado el 25 de septiembre de 2017.
Maria produce su propia música en Mermaid Records, una compañía discográfica independiente fundada por ella en 2001, inicialmente, creada para lanzar Charm. Hasta la fecha ha lanzado cuatro álbumes y cuatro singles.

### Cine y televisión
Maria Doyle Kennedy interpretó a Nataly Murphy en la película de Alan Parker, The Commitments (1991) y también ha aparecido en "The Gregory's Two Girls" (las dos chicas de Gregory, 1999), "Nothing Personal" (Nada personal), "Moll Flanders" (1996), "The MatchMaker" (1997), "I Could Read the Sky" (Puedo leer el cielo 1999), "Miss Julie" (La señorita Julie, 1999), "J.J. Biker" (2001), "Mystics" (2002), "Tara Road" (2005) y "Spin The Bottle" (2003).
En 2007 interpretó a Catalina de Aragón en la serie de televisión, Los Tudor, papel por el que ganó el premio IFTA a la Mejor actriz de reparto dos años consecutivos y un premio Gemini también a la "Mejor actriz de reparto" el año 2008. En el año 2010 participa en la 5.ª temporada de la serie Dexter, interpretando a Sonya, una niñera irlandesa que cuida a Harrison, el hijo del protagonista. En 2011 aparecerá en la película Albert Nobbs e interpretará a Vera Bates en la segunda temporada de la serie británica Downton Abbey. Probablemente aparecerá en la sexta temporada de Dexter. También protagoniza la miniserie irlandesa "Corp agus Anam", realizada íntegramente en irlandés.
En el año 2013 interpreta el papel principal de la película-documental Elisa Lynch Queen of Paraguay como Elisa Alicia Lynch, interpretando a una mujer emblemática y muy importante de la historia de finales del siglo diecinueve.                                                 Desde ese mismo año, ha interpretando a Siobhan Sadler (o Señora S) en la serie estadounidense/canadiense, Orphan Black, como madre adoptiva de la protagonista.
En 2016, apareció en la película de terror The Conjuring 2.
En 2018, aparece en la cuarta temporada de la serie Outlander. Desde el 16 de febrero de 2020 participa en la quinta temporada de Outlander como Jocasta Mackenzie, tía del personaje principal Jamie Fraser Sam Heughan.

## Vida privada
En 1988 se casó con el músico Kieran Kennedy. Tienen 4 hijos, incluido uno anterior de otra relación de Maria.

## Filmografía

### Series de televisión
| Año             | Título                                    | Personaje                | Notas        |
| --------------- | ----------------------------------------- | ------------------------ | ------------ |
| 2018 - presente | Outlander                                 | Jocasta MacKenzie        | -            |
| 2013 - 2017     | Orphan Black                              | Siobhan Sadler           | 50 episodios |
| 2011            | Downton Abbey                             | Vera Bates               | 3 episodios  |
| 2010            | Dexter                                    | Sonya                    | 8 episodios  |
| 2007 - 2010     | The Tudors                                | Reina Catalina de Aragón | 18 episodios |
| 2022            | La rueda del tiempo (serie de televisión) | Ila                      | 3 episodios  |
| 2022            | Recipes for Love and Murder               | Tannie Maria             | 10 episodios |